# ロゲール・モエンス

ロゲール・モエンス（Roger Moens、1930年4月26日 - ）は、ベルギーの陸上競技選手。男子800mの元世界記録保持者。1960年ローマオリンピックの銀メダリストである。

## 経歴
モエンスは、800mを中心として活躍した選手で、1953年に1分48秒8の記録を出し頭角を現した。翌年のスイスのベルンで開催されたヨーロッパ選手権では、1分47秒8の記録で5位の成績を残している。
モエンスは、翌1955年8月3日に、ノルウェーのオスロにおいて、地元のアウドゥン・ボイセン（1956年メルボルンオリンピック銅メダリスト）との競り合いの末、800mで1分45秒7の世界新記録を樹立する。ドイツのルドルフ・ハルビッヒが1939年に出していた1分46秒6の記録を16年ぶりに、1秒近く更新するすばらしいものであった。この記録は、1962年にニュージーランドのピーター・スネルに破られるが、モエンスは7年間世界記録保持者であった。
メルボルンオリンピックの年である1956年、モエンスは、8月8日に4×800mリレーでアンカーを務め、7分15秒8の世界新記録を樹立するなど好成績を残していたが、オリンピック前の練習中に夜間のトレーニング中に鉄柱に激突するアクシデントを起こし、オリンピックへの出場を断念した。しかし、モエンスは1957年には復活。メルボルンの金メダリストのアメリカのトーマス・コートニーを、かつて世界記録を更新したオスロにおいて下している。
1960年になり、30歳になったモエンスは、オリンピックでメダルを獲得できるラストチャンスとなるローマオリンピックに出場。ドイツのパウル・シュミットやジャマイカのジョージ・カーといった強敵との対決となると見込まれた。しかし、モエンスは、決勝のレースにおいて、シュミットとカーには勝利したものの、最後の直線で当時無名だったニュージーランドのスネルに追い抜かれ、銀メダルに終わった。

## 自己ベスト
- 400m - 43秒7 (1955年)
- 800m - 1分45秒7 (1955年)
- 1500m - 3分41秒4 (1960年)
- 1マイル- 3分58秒9 (1957年)

## 主な実績
| 年   | 大会                 | 場所             | 種目 | 結果 | 記録     |
| ---- | -------------------- | ---------------- | ---- | ---- | -------- |
| 1954 | ヨーロッパ陸上選手権 | ベルン(スイス)   | 800m | 5位  | 1分47秒8 |
| 1960 | オリンピック         | ローマ(イタリア) | 800m | 2位  | 1分46秒5 |